# Ściana szczelinowa
Ściana szczelinowa – system konstrukcyjny używany najczęściej w trakcie wykonywania posadowienia obiektu budowlanego oraz wykonywania głębokich wykopów.

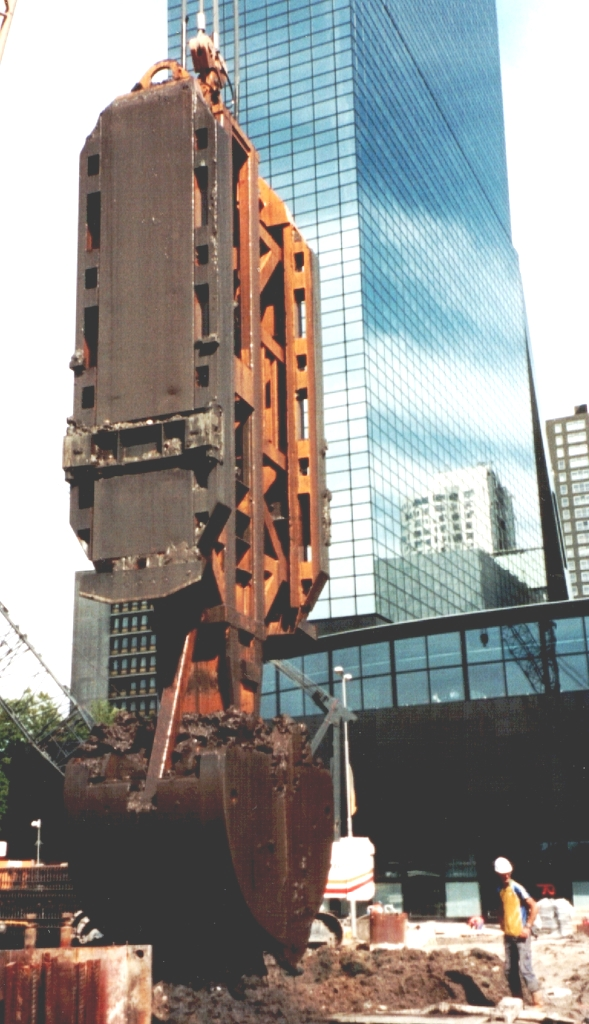
Chwytak służący do wykonywania ściany szczelinowej

## Zastosowanie
Metoda ta ma zastosowanie przy obudowaniu głębokich wykopów, z uwagi na dużą sztywność oraz możliwość wykorzystania ich zarówno jako ściany podziemia oraz fundament budynku. Wykonuje się je do głębokości nawet do 100 m. Metoda ta polega na wypełnieniu betonem wąskoprzestrzennego wykopu (najczęściej 600–800 mm szerokości), w którym uprzednio umieszczono zbrojenie. Podczas pogłębiania wykopu oraz w trakcie betonowania, wewnątrz wykopu pozostaje zawiesina bentonitowa stabilizująca krawędzie zewnętrzne. Podawany beton od dna wykopu stopniowo wypiera bentonit.
Ściana szczelinowa ma za zadanie spełnić trzy podstawowe funkcje:
- oparcia przed siłami poziomymi,
- przeniesienia obciążeń pionowych,
- zapewnienia wodoszczelności.

Zalety ścian szczelinowych to przede wszystkim:
- skrócenie czasu realizacji oraz optymalizacja kosztów realizacji inwestycji poprzez zastosowanie jednej konstrukcji spełniającej funkcję docelowego elementu budynku, zabezpieczenia stateczności wykopu budowlanego i przeciwfiltracyjnej przegrody pionowej,
- możliwość wykonywania w bezpośrednim sąsiedztwie istniejących budowli (ok. 30 cm od lica istniejących obiektów),
- mała uciążliwość wykonywanych robót dla otoczenia – niski poziom hałasu oraz brak wstrząsów przy wykonaniu.

## Historia
Najstarsze próby dotyczące możliwości wykorzystania w budownictwie tej technologii datowane są w okolicach roku 1948, a pierwsze zastosowanie tej metody nastąpiło w trakcie budowy metra w Mediolanie w latach 50. Według innych źródeł, pierwsza ściana szczelinowa została wykonana we Francji w 1955 roku. Ówcześnie znaną metodą prowadzenia wykopu szczelinowego była metoda przeciwprądu: wykop był wypełniany płuczką, odspojenie gruntu następowało przy pomocy dłutującego lub obrotowego ostrza, urobek wynoszony był płuczką na tyle szybko, że mijał prowadnice wiertnicy. W tym czasie chwytaki na linach miały bardzo małą wydajność kopania oraz były niesterowne, co ograniczało ich zastosowanie do płytkich wykopów. W latach 60. opracowano nowe narzędzie, znacznie lepiej dostosowane do prowadzenia tego typu wykopów: chwytak na kolumnie. Dzięki tej metodzie, możliwe stało się wykonywanie wykopów do głębokości 65 m. z bardzo małymi odchyleniami. Dalsze udoskonalanie sprzętu budowlanego w latach siedemdziesiątych i później pozwoliło na wykonywanie wykopów o głębokości do 100 m. i prowadzenie wykopu z bardzo dużą dokładnością (kilku promili) oraz osiąganie wysokiej wydajności.

## Technologia
Ściana szczelinowa, to ściana wykonana z żelbetu, formowana w szczelinie wykopanej w gruncie. Wykonanie ściany szczelinowej obejmuje prace przygotowawcze, wykonanie murków prowadzących, głębienie szczeliny w osłonie zawiesiny iłowej, wstawienie elementów rozdzielczych i zbrojenia, a następnie betonowanie oraz prace wykończeniowe.
Wyróżniamy następujące rodzaje wykonywania ścian szczelinowych:
- metoda stropowa
- metoda top & down – po wykonaniu ścian szczelinowych, wykonuje się słupy tymczasowe (stalowe) lub stałe (prefabrykowane) osadzone w baretach (krótkie odcinki ściany szczelinowej) lub palach kończących się pod przyszła płytą fundamentową. Wydobywanie urobku z wykopu w obudowie ścian szczelinowych następuje poprzez pozostawione w stropach otwory technologiczne przy użyciu specjalistycznego sprzętu. Na słupach opierają się stropy docelowe części podziemnej obiektu (wykonywane na gruncie i/lub w szalunkach) oraz całość konstrukcji żelbetowej (nadziemnej) obiektu (ścian, słupy i stropy). Budowa części podziemnej jest realizowana jednocześnie z konstrukcją nadziemną;
  - metoda klasyczna podstropowa – różni się od poprzedniej kolejnością wykonywania poszczególnych czynności. Konstrukcja nadziemna jest wykonywana po zakończeniu budowy części podziemnej;
  - metoda półstropowa (obręczy rozpierającej) – przy dużych gabarytach obiektu, stosuje się tzw. półstropy rozpierające (ring – obręcz) oparte na tymczasowych słupach stalowych osadzonych w palach lub baretach. Pod stropami wykop realizuje się metodą podstropową, natomiast w części centralnej roboty ziemne są prowadzone jak w otwartym wykopie, co znacznie przyspiesza roboty ziemne i żelbetowe w części centralnej projektowanego obiektu.
- Rozpierane ściany szczelinowe – oprócz opisanych powyżej odmian metod stropowych, jako rozparcie często stosuje się tymczasowe rozpory stalowe, założone pomiędzy wykonanymi ścianami stalowymi. Rozpory stalowe mogą być zakładane o tak zwany oczep (wieniec) żelbetowy (na górze ściany szczelinowej) z zabetonowanymi wcześniej w nim markami stalowymi lub o oczep stalowy połączony ze ścianą też przy pomocy marek stalowych osadzonych w klatkach zbrojeniowych ściany szczelinowej.